# 杉山将司
杉山 将司（すぎやま　まさし）は、ゲームミュージックを手がける日本の作曲家、編曲家、サウンドディレクター。ピクロスDS、スーパーマリオスタジアム ファミリーベースボール、スマッシュコート、みんな大好き塊魂など、ナムコ（後のバンダイナムコゲームス）、任天堂のゲームミュージックを多く手がける。

## 携わった作品
- スマッシュコート 2-3
- スーパーマリオスタジアム
- プロ野球 熱スタ
- みんな大好き塊魂[2]
- SNK VS. CAPCOM カードファイターズDS
- スマッシュコートテニス3
- ピクロスDS[3]
- スーパーマリオスタジアム ファミリーベースボール